# Flatida limbata
Flatida limbata är en insektsart som först beskrevs av Fabricius 1781.  Flatida limbata ingår i släktet Flatida och familjen Flatidae. Inga underarter finns listade i Catalogue of Life.